# Polypedilum consobrinum
Polypedilum consobrinum är en tvåvingeart som beskrevs av Jean-Jacques Kieffer 1916. Polypedilum consobrinum ingår i släktet Polypedilum och familjen fjädermyggor.
Artens utbredningsområde är Taiwan. Inga underarter finns listade i Catalogue of Life.